# Johann Tesar
Johann Tesar (* 4. März 1895 in Annaberg; † 16. Jänner 1988 in Lilienfeld) war ein österreichischer Politiker (CSP/ÖVP) und Schuhmachermeister. Tesar war von 1932 bis 1938 sowie von 1945 bis 1964 Abgeordneter zum Landtag von Niederösterreich, zwischen 1962 und 1964 Dritter Landtagspräsident und 1934 Mitglied des Bundesrates.

## Leben
Tesar besuchte die Volksschule und absolvierte eine Lehre als Schuhmacher. Er war beruflich als Schuhmacher in Annaberg tätig. Während des Ersten Weltkriegs leistete er zwischen 1916 und 1918 seinen Militärdienst ab.
Tesar wurde 1939 in die Wehrmacht eingezogen und 1944 verhaftet.

## Politik
Johann Tesar war ab 1924 Gemeinderat in Annaberg. Nachdem er zwischen dem 27. April 1934 und dem 2. Mai 1934 für die Christlichsoziale Partei Mitglied des Bundesrates gewesen war, war Tesar als Gewerbevertreter zwischen dem 22. November 1934 bis zum 12. März 1938 Mitglied des Niederösterreichischen Landtags. Zudem war er von 1926 und 1938 Bezirksfürsorgerat und Bezirksschulrat. 1934 wurde er zum Vizebürgermeister gewählt.
Nach dem Zweiten Weltkrieg trat Tesar der neugegründeten Volkspartei bei und hatte zwischen 1945 und 1975 das Amt des Bürgermeisters von Annaberg inne. Tesar vertrat die ÖVP zwischen dem 12. Dezember 1945 und dem 19. November 1964 im Landtag und hatte zwischen dem 10. März 1960 und dem 19. Juni 1964 das Amt des Dritten Landtagspräsidenten inne. Zudem war Tesar Kammerrat und Mitglied der Landes- und der Bundesinnung der Schuhmacher.

## Auszeichnungen
- 1960: Silbernes Komturkreuz mit dem Stern des Ehrenzeichens für Verdienste um das Bundesland Niederösterreich[2]